# 움베르토 노빌레

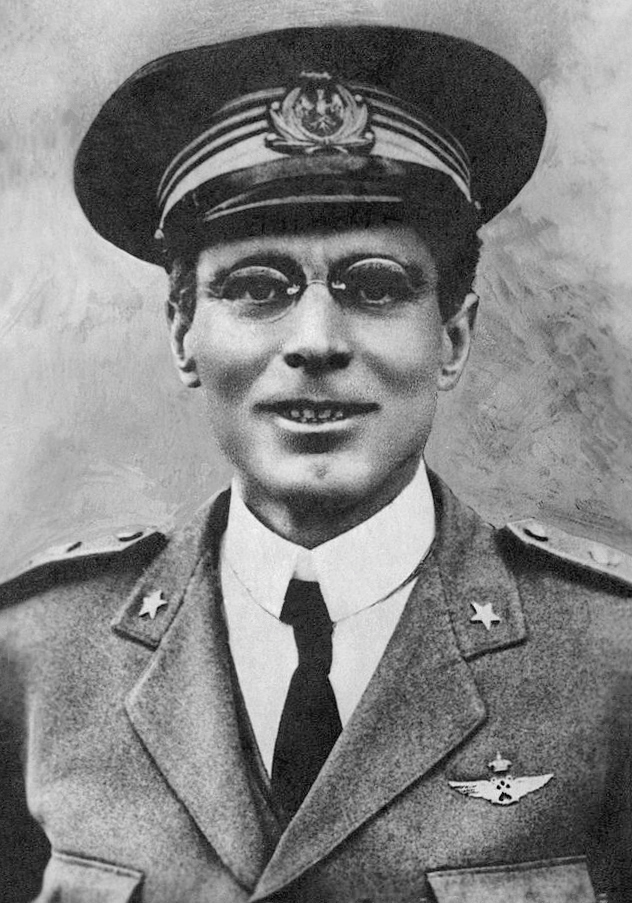

움베르토 노빌레(Umberto Nobile, 1885년 1월 21일~1978년 7월 30일)는 이탈리아의 비행사, 항공 공학자, 북극 탐험가다.
캄파니아주 아벨리노도 라우로에서 태어나 전간기에 반경식비행선를 개발하여 홍보했다. 그는 북극점에 도달한 첫 비행선으로 알려진 노르게를 설계해서 비행하고, 이후에 유럽으로부터 북극을 거쳐 아메리카 대륙으로 처음으로 비행선을 타고 간 인물로 알려져 있다. 노빌레는 또한 비행선 이탈리아를 설계해서 북극을 비행했다.